# Storia del Racing Club de Strasbourg Alsace

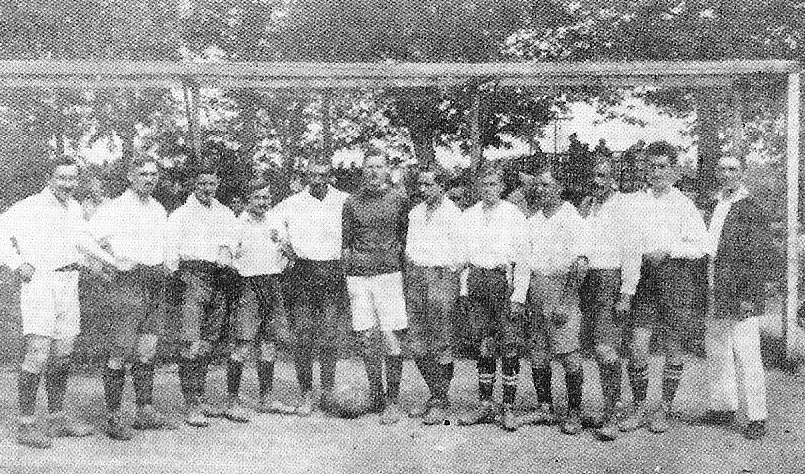
Una formazione dello Strasburgo nel 1919.

La storia del Racing Club de Strasbourg Alsace, club calcistico nato nel 1906 con il nome di Fußballclub Neudorf, è caratterizzata da continue fasi di instabilità dovute inizialmente a questioni politiche (nel suo primo quarantennio di attività disputò alternativamente i campionati tedesco e francese a motivo della contesa dell'Alsazia da parte dei due Paesi) e societarie. Nonostante ciò la squadra ha saputo ritagliarsi uno spazio negli albi d'oro del campionato francese vincendo alcuni trofei, il più importante dei quali è il campionato nella stagione 1978-79.

## Storia

### Il Fußballclub Neudorf

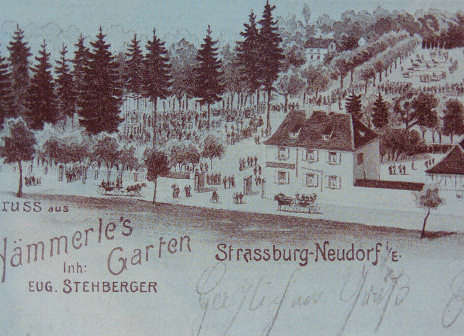
Il giardino Hämmerle, primo campo dello Strasburgo, attorno al quale verrà in seguito costruito lo stadio della Meinau.

Nei primi anni del '900 l'esportazione del calcio all'estero da parte degli inglesi toccò anche le zone più profonde dell'impero tedesco (che già dal 1902 aveva istituito un campionato nazionale chiamato Verbandsliga), tra cui il Reichsland Alsazia-Lorena. Una delle città più implicate in questo processo fu la capitale Strasburgo (che già dal 1890 possedeva un club calcistico chiamato Straßburger Fußball Club), in cui videro la luce diverse società calcistiche tra cui il Fußballclub Neudorf, fondato da un gruppo di studenti della scuola del quartiere di Neudorf, situato a sud della città. La squadra, sostenuta economicamente dall'insegnante degli studenti, esordì in una partita contro il FC Germania del quartiere di Schluthfeld in cui si ritirò dopo aver subìto sette reti nei primi quarantacinque minuti di gioco.
Nei tre anni successivi la squadra, rinominata Fußballclub Cäsar Neudorf e dotata di un organigramma societario per far fronte all'inesperienza dei giocatori, continuò a conseguire risultati poco convincenti attirandosi critiche e rischiando più volte la scissione. Grazie all'arrivo alla presidenza di Louis Becker, il Neudorf poté ottenere nel 1909 l'iscrizione alla Verband Süddeutscher Fußball-Vereine, la federazione calcistica della parte meridionale dell'impero facente parte del terzo livello del calcio tedesco. Il Neudorf dette avvio ad un graduale miglioramento dei risultati: grazie ad un gioco altamente offensivo la squadra ottenne larghe vittorie (tra cui il 28-0 inflitto alla squadra di Erstein, secondo risultato più ampio nella storia del calcio tedesco) che la portarono, in due anni, ad ottenere una doppia promozione. Nel 1914, alcune settimane prima del conseguimento della promozione in massima serie, il Neudorf acquisì il loro primo campo da gioco, il giardino Haemmerlé, su cui sorgerà lo Stadio della Meinau. In quello stesso anno, tutte le attività sportive furono interrotte a causa dello scoppio del primo conflitto mondiale.

### L'esordio nel calcio francese

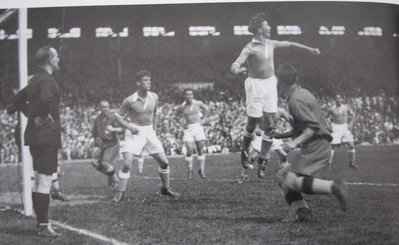
Fase di gioco della finale di Coppa di Francia 1935-36 tra e Strasburgo.

Con l'annessione alla Francia dell'Alsazia e della Lorena al termine della guerra si decise di cambiare nome alla società, che assunse, in omaggio al Racing Club de France, la denominazione di Racing Club de Strasbourg. Nel decennio successivo alla cessazione delle ostilità, lo Strasburgo giocò nel campionato regionale dell'Alsazia (vincendolo nel 1923, nel 1924 e nel 1927) e, a partire dalla stagione 1920-21, in Coppa di Francia. In quest'ultima competizione la squadra non riuscì mai ad arrivare oltre gli ottavi di finale, ma riuscì a compiere un exploit nella stagione 1925-26 eliminando il Red Star, squadra che allora vantava il maggior numero di coppe nazionali vinte. Durante questo periodo furono inoltre costruite le prime tribune di legno sul campo da gioco, che andranno a costituire lo Stadio della Meinau.
Nel 1932 la dirigenza dello Strasburgo rifiutò una proposta di acquisizione del regime professionistico che era appena stato consentito dalla federazione calcistica. I tentativi di far cambiare opinione alla dirigenza (tra cui anche una proposta di fusione con il Red Star di Strasburgo) sortirono un esito positivo un anno dopo quando, dopo una votazione che vide 126 voti favorevoli, 2 contrari e 2 astenuti, fu finalmente consentita l'acquisizione del regime professionistico da parte della squadra, che esordì in seconda divisione.
Guadagnata la promozione vincendo gli spareggi contro i rivali del Mulhouse e il Saint-Étienne, gli alsaziani, al loro esordio in massima serie, lottarono contro il Sochaux per la vittoria del titolo. Inizialmente fu lo Strasburgo ad avere la meglio, concludendo in testa il girone di andata poi, perdendo lo scontro diretto in trasferta, lasciò il via libera al Sochaux che vinse il titolo nonostante un calo nel finale. Nei campionati successivi la squadra, spinta dall'attaccante tedesco Oskar Rohr, si confermò come club di classifica medio-alta mentre in Coppa di Francia lo Strasburgo riuscì a raggiungere la finale nella stagione 1936-37: anche in questo caso fu il Sochaux a prevalere, vincendo in rimonta per 2-1.

### La riannessione al Reich tedesco

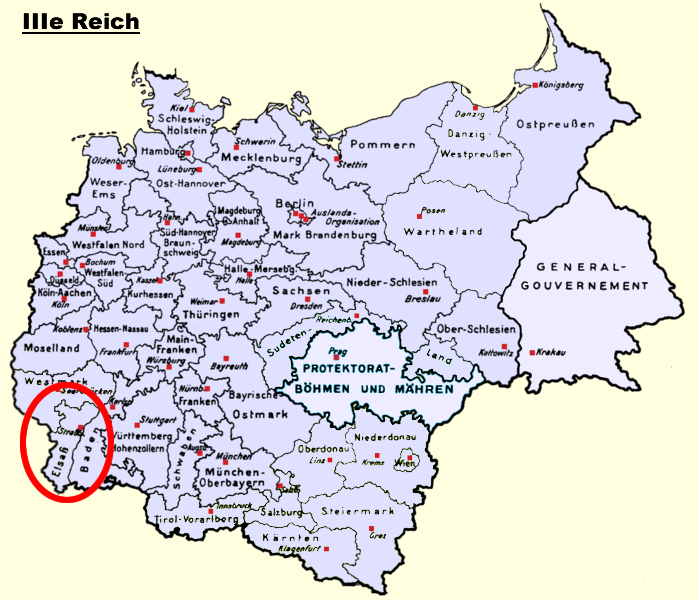
Nel periodo di dominio tedesco dell'Alsazia durante la seconda guerra mondiale, lo Strasburgo giocò nella Gauliga Elsaß.

All'inizio della seconda guerra mondiale, con l'occupazione della Francia da parte dell'esercito del Terzo Reich, la squadra fu ricostituita come club amatoriale da parte di alcuni giocatori rifugiatisi nel sud del Paese. Dopo aver vinto il campionato regionale, la squadra fu introdotta nel sistema calcistico tedesco, assumendo il nome di Rasensportclub Straßburg e giocando nella Gauliga Elsaß.
Di lì fino alla liberazione dell'Alsazia, lo Strasburgo disputerà quattro edizioni della Gauliga ottenendo per tre volte consecutive il secondo posto (nel primo anno perse il titolo dopo uno spareggio con il Mulhouse) e partecipando all'edizione 1941-42 della Coppa di Germania, in cui fu eliminata al primo turno dal Mulhouse. Da rimarcare in quel periodo l'accesa rivalità contro il Red Star Strasbourg, rinominato in SS Strasbourg dopo l'affiliazione alla polizia politica del regime.

### Il dopoguerra
Al termine delle ostilità, con il ritorno dell'Alsazia sotto l'egida politica della Francia, lo Strasburgo fu di nuovo integrato nello stesso sistema calcistico a cui partecipava prima dello scoppio della guerra. Dopo un dodicesimo posto nel campionato seguente alla chiusura della guerra, nella stagione 1946-47 lo Strasburgo andò vicino al double proponendosi tra le pretendenti alla vittoria finale del campionato e lottando per la vittoria della Coppa di Francia fino all'ultimo atto, in cui fu sconfitto dal Lilla.
Nelle stagioni successive lo Strasburgo andò incontro ad un periodo di risultati altalenanti: nel campionato 1948-49 la squadra, retrocessa sul campo, evitò il declassamento grazie all'abbandono dello status di squadra professionistica da parte del Colmar. Due stagioni dopo la squadra riuscì ad ottenere il suo primo trofeo ufficiale andando a vincere l'edizione 1950-51 della Coppa di Francia: ciò fu reso possibile grazie ad una netta vittoria in finale contro il Valenciennes, che scatenò festeggiamenti in tutta l'Alsazia culminati con l'accoglienza della squadra da parte di 50000 tifosi.
La vittoria di questo trofeo non diede stabilità ai risultati della squadra, la quale, durante gli anni cinquanta, scese tre volte in seconda divisione (1952, 1957 e 1960) risalendo però immediatamente in massima serie. L'unico risultato degno di nota del decennio si ebbe nella stagione 1954-55, in cui lo Strasburgo, trascinato dal giovane talento austriaco Ernest Stojaspal, lottò per le prime posizioni di classifica giungendo al quarto posto finale, e fu eliminato in semifinale di Coppa di Francia dal Lilla.

### L'esordio in Europa
All'inizio degli anni sessanta lo Strasburgo ebbe modo di esordire nel palcoscenico europeo giocando l'edizione 1961-62 della Coppa delle Fiere dove fu eliminato al primo turno dal MTK Hungária. Grazie alle sovvenzioni del comune, lo Strasburgo attraversò un periodo di crescita dei risultati che culminò nella stagione 1964-65, durante la quale la squadra lottò per la conquista del titolo: ritrovatisi secondi a -1 dal Nantes con quattro partite da giocare, gli alsaziani pareggiarono lo scontro diretto cedendo poi nel finale arrivando quinti. In quella stessa stagione la squadra fu autrice di un'ottima prestazione in Coppa delle Fiere giungendo fino ai quarti di finale (dopo aver eliminato squadre più quotate come il Milan e il Barcellona, quest'ultimo capace di pareggiare negli ultimi secondi lo svantaggio nella gara di ritorno ed estromesso per sorteggio dopo uno 0-0 nella ripetizione) dove fu eliminato dal Manchester United che già dalla gara di andata ipotecò la qualificazione in semifinale (grazie ad un 5-0 ottenuto in trasferta).
Nella stagione successiva lo Strasburgo riuscì ad accedere per la quarta volta nella sua storia in finale di Coppa di Francia estromettendo il Tolosa dopo aver pareggiato ad un minuto dalla fine dilagando poi nei supplementari. Il match vide gli alsaziani opposti al Nantes appena laureatosi campione di Francia, sconfiggendolo per 1-0. In quella stessa stagione lo Strasburgo partecipò inoltre alla Coppa delle Fiere, dove ai trentaduesimi ritrovò il Milan. Dopo aver perso per 1-0 a San Siro, gli alsaziani vinsero al ritorno per 2-1 rendendo necessaria la disputa di uno spareggio, che si concluse con la vittoria dei milanisti per sorteggio dopo che l'incontro si era concluso per 1-1.
Nelle stagioni successive lo Strasburgo ottenne dei risultati anonimi nelle competizioni (eccezion fatta per un quinto posto nella stagione 1969-70), tanto da spingere la dirigenza a fondere il club con la squadra amatoriale Pierrots Vauban, rinominandolo Racing Pierrots Strasbourg Meinau. Nonostante ciò i risultati furono insoddisfacenti: nella prima stagione con questa nuova denominazione (1970-71) la squadra retrocesse in Division 2 per poi tornare in massima divisione l'anno successivo. Una seconda retrocessione nella stagione 1975-76, provocò una scissione nella società con la rifondazione dei Pierrots Vauban e il ripristino del nome Racing Club de Strasbourg.

### La vittoria del campionato
Riguadagnata la promozione vincendo la seconda divisione dopo uno spareggio con la prima classificata del girone A (il Monaco), lo Strasburgo si presentò ai nastri di partenza della stagione 1977-78 con una formazione praticamente immutata rispetto a quella dell'anno precedente, con in più Jacques Novi, Francis Piasecki (entrambi prelevati dal Paris Saint-Germain) e Raymond Domenech. Alla guida della squadra fu inoltre chiamato Gilbert Gress, già centravanti dello Strasburgo negli anni sessanta destinato a divenire l'allenatore più rappresentativo della storia del club. Con Gress la squadra adottò uno schema basato sul gioco collettivo basato sul modulo 4-3-3 che prevedeva l'utilizzo di Gemmrich, Tanter e Vergnes come terminali d'attacco. Dopo una partenza lenta, lo Strasburgo recuperò progressivamente posizioni proponendosi tra le contendenti per un posto in zona UEFA, allora costituita da sole due squadre. Un calo nel finale da parte dell'Olympique Marsiglia permetterà agli alsaziani di raggiungere a tre giornate dalla fine la terza posizione: la vittoria a Laval per 3-2 nell'ultima giornata assicurerà alla squadra l'ultimo posto utile per la qualificazione alla terza competizione europea.
Sull'onda di questo successo, lo Strasburgo si preparò ad affrontare la stagione successiva senza stravolgere troppo la rosa, acquistando il solo Roger Jouve dal Nizza e sostituendo il dissidente Vergnes con il più giovane Wagner. La squadra iniziò il campionato in maniera migliore rispetto all'anno precedente, prendendo la vetta della classifica a partire dalla quinta giornata per mantenerla durante tutto l'arco del campionato nonostante, nella seconda parte del girone di ritorno, una sconfitta contro il Saint-Étienne aveva favorito l'avvicinamento dei Verts. Una doppietta di Wagner e un gol di Ehrlacher nell'incontro dell'ultima giornata con il Lione (giocata il 1º giugno 1979) scatenarono i festeggiamenti in tutta l'Alsazia, che toccarono il culmine il giorno seguente con l'accoglienza della squadra alla stazione di Strasburgo da parte di 200.000 tifosi.

### Il declino
Subito dopo la conquista del titolo nazionale la guida societaria della squadra fu assunta dall'uomo politico André Bord, più volte eletto segretario di stato presso il Ministero degli Interni e il Ministero degli ex combattenti nei governi insediatisi tra il 1966 e il 1978 e già presidente della sezione polisportiva della squadra. Il nuovo presidente entrò quasi subito in conflitto con Gress predisponendo una campagna acquisti che aveva portato a Strasburgo dei giocatori di rilievo come il nazionale François Bracci e il capocannoniere Carlos Bianchi, che però non corrispondevano alle esigenze tattiche dell'allenatore. Questo clima di conflittualità ai vertici della società, definito Affaire Gress-Bord, ebbe delle ripercussioni anche sul rendimento della squadra la quale, ritrovatasi con un centravanti incompatibile con gli schemi di Gress basati sul collettivo, non riuscì a difendere il titolo arrivando in compenso fino ai quarti di finale di Coppa dei Campioni, dove fu eliminato dall'Ajax.
Le tensioni tra Gress e Bord raggiunsero il loro apice all'inizio della stagione 1980-81: dopo un pessimo inizio di campionato i tifosi, schierati dalla parte di Gress, iniziarono a contestare duramente la società chiedendo a gran voce le dimissioni di Bord il quale, sostenuto anche da uomini politici di rilievo come Jacques Chirac, rimase alla guida della società esonerando l'allenatore. Tale avvenimento segnò la fine del periodo d'oro dello Strasburgo, che nel giro di pochi anni vide perdere quasi tutti quei calciatori che avevano contribuito alla vittoria del campionato nel 1979, sostituiti da nomi importanti (Didier Six, Jean-François Larios, Éric Pécout e Olivier Rouyer) che però non riuscirono mai a rendere secondo le aspettattive. Ciò si rifletté anche sui risultati della squadra, che nella prima metà degli anni ottanta stazionò nelle posizioni medio-inferiori della classifica fino alla stagione 1985-86 che si concluse con la retrocessione dello Strasburgo in Division 2 e con le dimissioni di Bord, il quale lasciò a Daniel Hechter una squadra in pieno caos societario che rimase invischiata nelle parti basse della seconda divisione per poi concludere al nono posto. Il nuovo presidente della squadra, già uomo guida del Paris Saint-Germain negli anni settanta, aveva in progetto la ricostituzione di una squadra vincente, ma le sue ambizioni andarono a cozzare con una situazione economica disastrata che nel 1990 raggiunse un livello tale (fu rilevato un debito di 90 milioni di franchi) da costringerlo a dimettersi dietro pressioni da parte del sindaco della città.

### Il ritorno in Europa

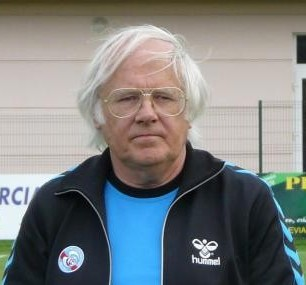
Gilbert Gress. Figura di spicco della storia dello Strasburgo, esordì nella squadra come calciatore per poi chiudervi la carriera. In seguito allenò lo Strasburgo in tre periodi differenti (l'ultimo dei quali nel 2009), traghettando la squadra verso la conquista del suo primo titolo nazionale.

La squadra, che negli ultimi due anni era pure riuscita a risalire in massima serie per poi ricadere immediatamente in seconda divisione, fu affidata all'industriale Jacky Kientz. La mancata promozione nella stagione 1990-91 spinse la dirigenza a richiamare Gress in panchina: facendo leva su giovani promesse come Frank Lebœuf e Martin Djétou, il tecnico riportò la squadra in Division 1 dopo aver ingaggiato una lotta serrata con il Bordeaux e aver sconfitto per 4-0 lo Stade Rennais nel playoff promozione/salvezza. Riguadagnata la massima serie lo Strasburgo esordì piazzandosi a ridosso della zona UEFA. Al termine della stagione successiva, in cui la squadra aveva conquistato la salvezza, avvenne un cambio ai vertici della società con Roland Weller che ne assunse la presidenza. Nonostante le proposte di prolungamento del contratto Gress, che durante il campionato era entrato in conflitto con alcuni giocatori a causa dei suoi metodi di allenamento, decise di rinunciare alla panchina della squadra provocando qualche manifestazione di malcontento da parte della tifoseria.

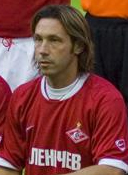
Aleksandr Mostovoj, pedina fondamentale del gioco dello Strasburgo, in cui militò dal 1994 al 1996.

Tali avvenimenti non destabilizzarono inizialmente il rendimento della squadra che, affidata all'ex giocatore Daniel Jeandupeux, si ritrovò all'inizio della stagione 1994-95 al terzo posto. Un calo nel periodo invernale favorì l'avvicendamento di Jeandupeux con l'ex bandiera Jacky Duguépéroux che condusse la squadra fino alla finale di Coppa di Francia (persa per 1-0 contro il Paris Saint-Germain) e al decimo posto in campionato, valido per la qualificazione alla neocostituita Coppa Intertoto. Vincendo la manifestazione, lo Strasburgo ebbe accesso alla Coppa UEFA ritornando quindi sul palcoscenico europeo dopo sedici anni di assenza: il cammino nella competizione fu interrotto ai sedicesimi di finale per mano del Milan. Nelle due stagioni successive la squadra, nonostante le partenze di elementi importanti compensate dall'introduzione in prima squadra di giocatori provenienti dal vivaio (tra cui Olivier Dacourt, che fece il suo esordio come attaccante), continuerà a guadagnare risultati utili per la qualificazione alle competizioni europee raggiungendo il suo apice nella stagione 1996-97 in cui conseguì il nono posto in campionato dopo essere stata nelle posizioni medio-alte per gran parte del torneo, guadagnando però la qualificazione diretta in Coppa UEFA grazie alla vittoria in Coppa di Lega, ottenuta dopo aver sconfitto di misura il Bordeaux in finale.
Durante quella stagione avvenne inoltre un ennesimo cambiamento ai vertici della società, che il 21 marzo 1997 fu acquisita dal gruppo IMG capeggiato dall'ex tennista Patrick Proisy: il nuovo cambio di società suscitò una ventata di ottimismo tra la tifoseria della squadra, che però disputò un campionato molto al di sotto delle aspettative, lottando per la conquista della salvezza fino all'ultima giornata. Quella stessa stagione sarà ricordata per il cammino della squadra in Coppa UEFA: dopo aver eliminato i Rangers, lo Strasburgo si trovò agli ottavi di finale di fronte al Liverpool il quale fu regolato per 3-0 in casa ipotecando di fatto la qualificazione, visto che il 2-0 incassato all'Anfield non influì sul risultato. L'avventura degli alsaziani si fermò agli ottavi di finale contro l'Inter, la quale riuscì a rimontare il doppio svantaggio subìto nella gara di andata.
L'abbandono della squadra da parte di Duguépéroux, in conflitto con la dirigenza, aprì un nuovo periodo buio per la squadra, che disputò delle stagioni grigie in cui ottenne risultati poco degni di nota sia in campionato, sia nelle coppe nazionali. Il momento peggiore sembrò concretizzarsi nella stagione 2000-01 al termine della quale la squadra retrocesse in Division 2 essendosi piazzata all'ultimo posto senza mai riuscire a lottare per la salvezza. A compensare il risultato negativo fu però la vittoria della terza Coppa di Francia, avvenuta dopo aver sconfitto in finale l'Amiens: la partita, conclusasi 0-0 dopo i tempi supplementari, si risolse ai calci di rigore in cui gli alsaziani prevalsero per 5-4. Grazie a questo risultato lo Strasburgo, affidato in estate ad Ivan Hašek, guadagnò la qualificazione in Coppa UEFA, dalla quale fu eliminata al primo turno dallo Standard Liegi. Ciò permise alla squadra di concentrarsi sul campionato, al termine del quale ottenne in rimonta un secondo posto che significò il ritorno nella neocostituita Ligue 1.

### Cambi di dirigenza, crisi e caduta

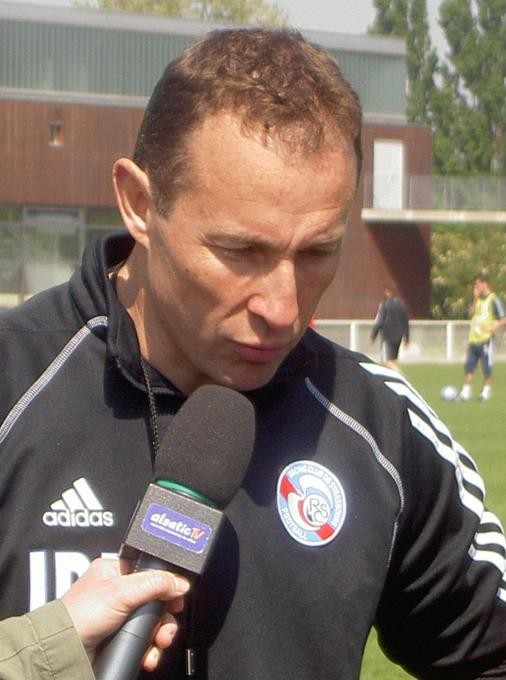
Jean-Pierre Papin, tecnico della squadra nella stagione 2006-2007.

Nella stagione 2002-2003, conclusasi con la salvezza da parte della squadra, avvenne un cambio ai vertici della società, già scossa da vicissitudini giudiziarie riguardante l'uso del nome: a succedere al gruppo IMG fu un gruppo di imprenditori capeggiati dall'imprenditore tedesco Egon Gindorf. Risolti i problemi giudiziari, lo Strasburgo disputò (con Antoine Kombouaré e Jacky Duguépéroux in panchina) due stagioni di media classifica culminate, nella stagione 2004-05 con la vittoria della seconda Coppa di Lega ai danni del Caen (regolato per 2-1). Riguadagnata quindi la qualificazione alla Coppa UEFA, lo Strasburgo sembrò avviato verso un secondo periodo d'oro, ma l'ascesa alla presidenza della società da parte di Philippe Ginestet provocò dissensi nella dirigenza che ebbero delle ripercussioni anche sul rendimento della squadra nella stagione 2005-06, conclusasi con una retrocessione anticipata con la prima vittoria che fu ottenuta solo alla terz'ultima giornata del girone di andata. A fare da contraltare a questo risultato negativo furono le prestazioni dello Strasburgo in Coppa UEFA, dove fu eliminato agli ottavi di finale dalla Roma.

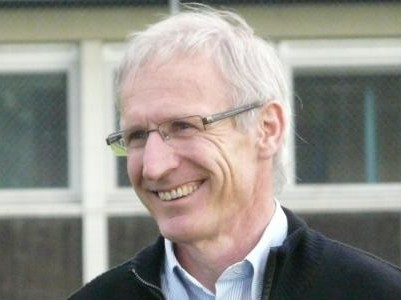
Léonard Specht. Già giocatore della squadra campione di Francia nel 1979, assunse la presidenza della società nel giugno 2009, dimettendosi dopo due mesi a causa di un pessimo avvio di campionato.

Ottenuta la promozione in Ligue 1 al termine della stagione 2006-07 grazie a Jean-Pierre Papin (abile nello sfruttare una formazione costituita da giocatori provenienti da serie inferiori), lo Strasburgo si presentò ai nastri di partenza della stagione 2007-08 con Jean-Marc Furlan in panchina. La squadra sembrò lottare alla pari delle altre pretendenti alla salvezza navigando fino al giro di boa in posizioni di classifica medio-alta, ma a partire da marzo accusò un crollo verticale che la fece scendere di posizioni fino a concludere al penultimo posto. In questo contesto è rimarcabile la sconfitta per 2-1 contro il Lione grazie ad un gol segnato da Fabio Grosso, insultato pesantemente a fine partita da Furlan. Nonostante le polemiche e il risultato, la società confermò Furlan alla guida della squadra, che nella stagione 2008-09 fallì la promozione in Ligue 1 venendo sconfitto all'ultima giornata nello scontro diretto con il Boulogne.
Al termine della stagione avvenne un nuovo riassetto ai vertici della società che portò alla guida della squadra l'ex calciatore Léonard Specht che, dopo aver cercato di ingaggiare Gernot Rohr, ripiegò su Gress, che tornò quindi per la terza volta alla guida della squadra. L'inizio della stagione 2009-10 fu però caratterizzato da una situazione confusa ai vertici della società con Gress (osteggiato da Ginestet, che rimase in società quale azionista di maggioranza) che fu esonerato dopo due sconfitte nelle prime due gare. A causa di questo risultato si dimise anche Spécht che favorì il ritorno di Ginestet alla presidenza che chiamò in panchina Pascal Janin, già assistente di Gress. Nel novembre 2009 furono avviate le trattative per il passaggio di proprietà dello Strasburgo all'azienda inglese FC Football Capital Limited, che prese il controllo della società a partire dal 5 dicembre con Julien Fournier presidente. Le vicissitudini a livello societario si rifletterono anche sui risultati della squadra: ritrovatosi a sei giornate dalla fine con un vantaggio di sei punti sulla zona retrocessione, lo Strasburgo crollò totalizzando solo due punti finendo per farsi superare, all'ultima giornata, dalle altre pretendenti alla salvezza, cadendo così in terza serie.
Al termine della stagione di terza serie 2010-2011 lo Strasburgo si classificò in quarta posizione, mancando la promozione in Ligue 2, ma fallì e ripartì dalla quinta serie, il Championnat de France amateur 2 girone C.

### Risalita dalla quinta serie alla Ligue 1

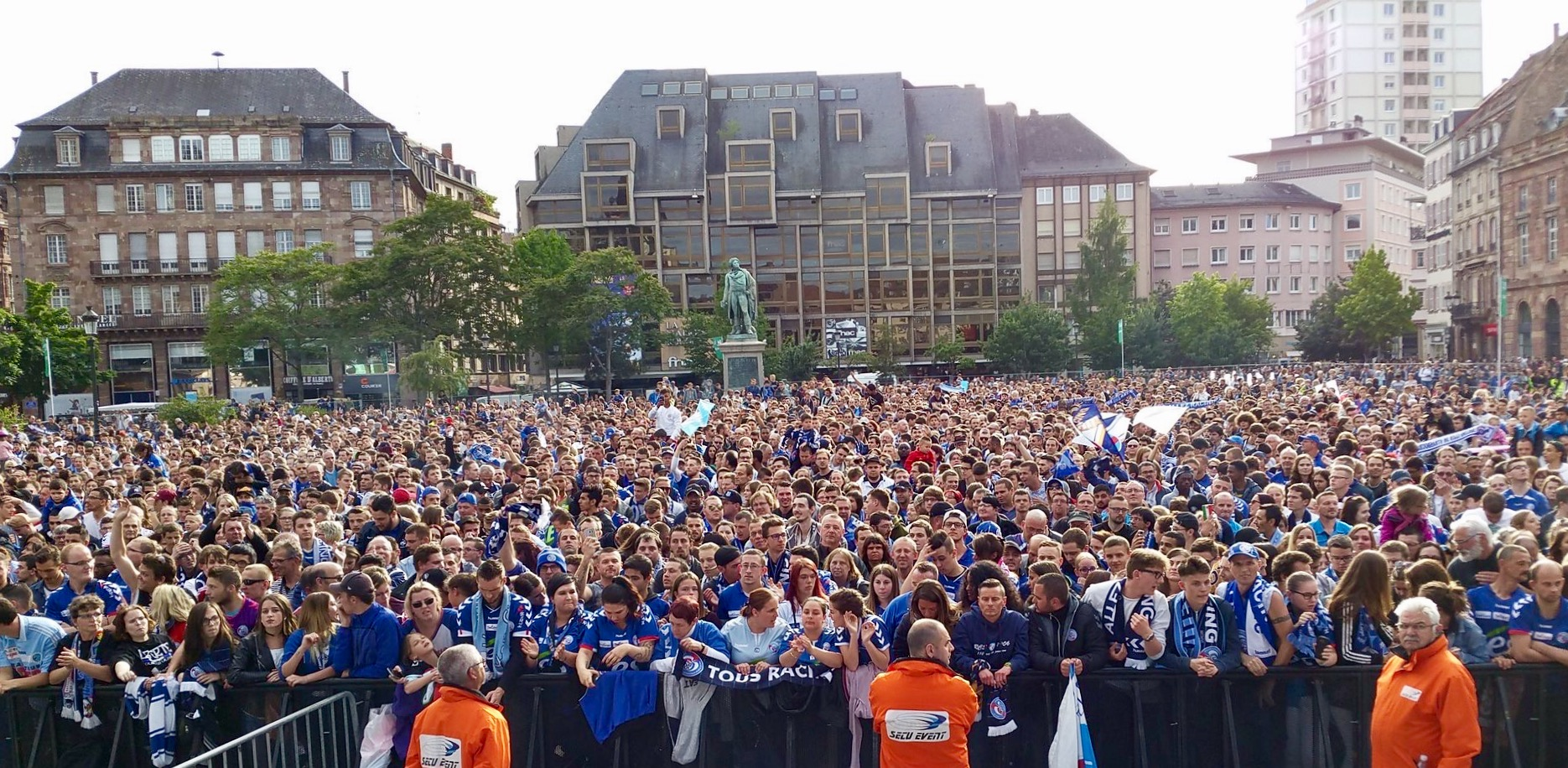
Il Racing Club di Strasburgo celebra il titolo di campione francese della Ligue 2 e la sua ascesa in Ligue 1 a Kléber nel 2017

Nel 2011-2012 la squadra tornò immediatamente in Championnat de France amateur, la quarta serie, vincendo il girone C del Championnat de France amateur 2 con 100 punti. Nel 2012 cambia nome in Racing Club de Strasbourg Alsace e modifica anche il logo. Vincendo il campionato di quarta serie nel 2012-2013, nel giro di due anni il club fa il ritorno nel Championnat National, la terza divisione. Nel 2014-2015 subentra l'allenatore Jacky Duguépéroux dopo il triennio di gestione di François Keller. Nel 2015-2016 lo Strasburgo vince il National, tornando in Ligue 2 dopo sei anni. Nel 2016-2017 completa la risalita, vincendo da neopromossa il campionato cadetto e approdando in massima serie. Nella Ligue 1 del 2017-18 si classifica in quindicesima posizione, salvandosi alla penultima giornata grazie al successo ottenuto a Décines-Charpieu contro l'Olympique Lione in rimonta con un calcio di punizione di Dimitri Liénard nei minuti di recupero. Nel 2018-2019 la squadra si aggiudica per la terza volta la Coppa di Lega francese, prevalendo per 4-1 ai tiri di rigore nella finale contro il Guingamp.